# Макдоннелл, Ричард
Сэр Ричард Грейвс Макдоннелл (англ. Richard Graves MacDonnell, кит.  麥當奴 / 麦当奴; 3 сентября 1814, Дублин, Ирландия — 5 февраля 1881, Лондон) — британский государственный деятель, колониальный администратор, адвокат, судья. Доктор юридических наук (1862). Исследователь Африки.

## Биография
Родился в семье  Ричарда Макдонелла Старшего, ректора дублинского  Тринити-колледжа, и Джейн Грейвс (1793–1882), дочери теолога  Ричарда Грейвса. Он был братом британского генерала  Артура Макдонелла. В 1830 году он поступил в Тринити-колледж в Дублине, стал бакалавром в 1835 году, магистром в 1838 году, бакалавром права в 1845 и доктором права в 1862 году. В 1838 году был принят в ирландскую коллегию адвокатов, в 1841 году стал членом английской коллегии адвокатов.
В 1843 году был назначен главным судьёй Гамбии, а с октября 1847 года — губернатором британской колонии в Гамбии. За время своего пребывания в должности возглавил ряд исследовательских экспедиций во внутренние районы Африки, исследовал реки Гамбия и Сенегал. Организовал и участвовал в нескольких успешных военных операциях против местных аборигенов, притеснявших речных торговцев.
В 1852 году был назначен вице-губернатором колонии Сент-Люсии на Наветренных островах в Вест-Индии, но, не успев вступить в должность, в январе 1853 года был отправлен губернатором острова Сент-Винсент.
С 1853 по 1854 год — вице-губернатор Сент-Винсента. Затем занимал пост губернатора Южной Австралии (с 8 июня 1855 по 4 марта 1862 года), участвовал в открытии реки Муррей и развитии колонии. Сразу же столкнулся с необычной проблемой. Большое количество одиноких женщин-эмигранток было отправлено в Южную Австралию, и более 800 из них не смогли найти работу. Новый губернатор решил, что их содержание должно взиматься за счёт земельного фонда, им были приняты меры, чтобы в будущем не было чрезмерного предложения женской рабочей силы. Когда он стал губернатором Южной Австралии, там не было ни одной мили железных дорог, к моменту его отъезда развитие дорог активно формировалось. Обрабатываемые земли и экспорт из колонии увеличились почти на 200 процентов, произошли большие изменения в добыче меди.
C мая 1864 по октябрь 1865 года занимал пост вице-губернатора Новой Шотландии в Канаде.
В октябре 1865 года Макдоннелл был назначен шестым губернатором Гонконга и занимал этот пост до 1872 года. За время пребывания в должности губернатором Гонконга активно осваивал Виктория-Пик, который со временем стал элитным жилым районом Гонконга, доступным только для богатых и знаменитостей. Инициировал строительство больницы для местного китайского населения, легализовал азартные игры в Гонконге, что привело к массовым социальным проблемам и позже снова было объявлено незаконным.
Плохое здоровье вынудило Макдоннелл выйти на пенсию в 1872 году, тогда же он вернулся в Англию и больше не работал на британское правительство.
Похоронен на лондонском кладбище Кенсал-Грин.

## Память
- В его честь назван хребет Мак-Доннелл в Австралии[5]
- Самый южный город в Южной Австралии — Порт Мак-Доннелл (Port MacDonnell).
- Озеро Lake MacDonnell в Южной Австралии.
- Улица Мак-Доннелл-роуд в районе Мид-левелс в Гонконге.